# 세계 청년 대회

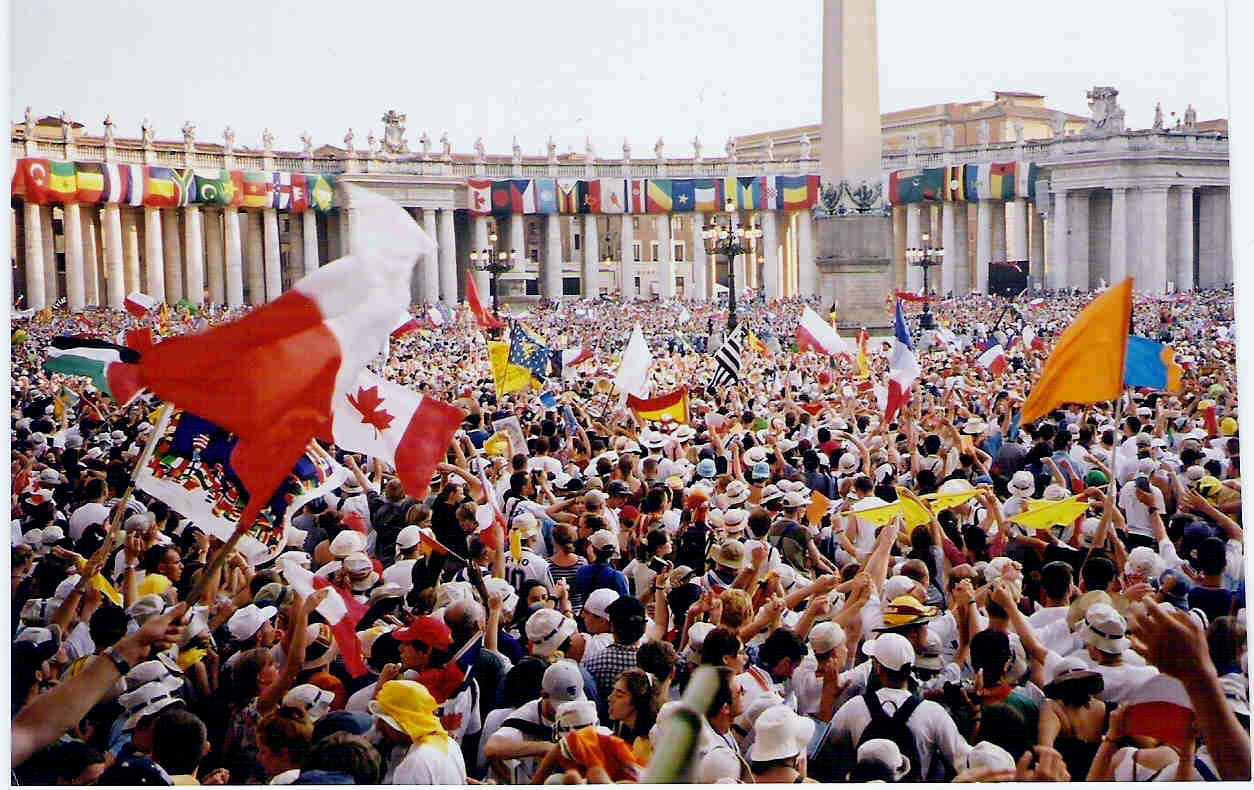
세계 청년 대회 2000, 로마

세계 청년 대회(World Youth Day, 약칭 WYD)는 로마 가톨릭교회에서 젊은이들 위주로 주최하는 행사이다. 세계 청년 대회는 세계 청소년의 날 또는 다른 세계 기념일과는 관련이 없다.
세계 청년 대회는 교황 요한 바오로 2세가 1984년에 창시하였다. 이 대회는 해마다 동등하게 각 지역의 교구에서 주최하고 있으며, 2년 또는 3년마다 한 번씩 국제 행사를 거의 일주일 동안 거행한다. 이 행사에 참여하려고 전세계의 거의 모든 나라에서 엄청난 인파의 젊은이들이 몰려온다. 세계 청년 대회는 가톨릭 청년 운동 가운데 가장 중요한 부분을 차지하고 있다. 예를 들어, 잉글랜드와 웨일스의 가톨릭 청년 서비스 운영자는 “세계 청년 대회는 누구나 다 참여할 수 있으며, 많은 청년에게 영향을 끼친다.”고 말했다.

## 개최지 일람
| 년도   | 일시              | 개최지                       | 참석자 숫자1 | 주제                                                                                                 | 주제가(성가)2 [언어]                                                    | 비고 |
| ------ | ----------------- | ---------------------------- | ------------ | --- | ----------------------------------------------------------------------- | --- |
| 1984년 | 4월 15일          | 로마, 이탈리아 바티칸 시국   | 300,000      | 성년 이행: 희망의 축전                                                                               | Resta Qui Con Noi [이탈리아어]                                          | 교황 요한 바오로 2세가 WYD 십자가를 청년들에게 위임 성 베드로 광장에서 미사 집전                             |
| 1985년 | 3월 31일          | 로마, 이탈리아 바티칸 시국   | 300,000      | 국제 청소년의 해                                                                                     |                                                                         | 성 베드로 광장에서 미사 집전                                                                                 |
| 1987년 | 4월 11일–12일     | 부에노스아이레스, 아르헨티나 | 1,000,000    | 하느님께서 우리에게 베푸시는 사랑을 우리는 알게 되었고 또 믿게 되었습니다. (1요한 4,16)              | Un Nuevo Sol [스페인어]                                                 | |
| 1989년 | 8월 15일–20일     | 산티아고데콤포스텔라, 스페인 | 400,000      | 나는 길이요 진리요 생명이다. (요한 14,6)                                                             | Somos Los Jóvenes [스페인어]                                            | 첫 비(非)이탈리아 유럽의 WYD 몬테도고조에서 폐막미사 집전                                                    |
| 1991년 | 8월 10일–15일     | 쳉스토호바, 폴란드           | 1,600,000    | 하느님의 영의 인도를 받는 이들은 모두 하느님의 자녀입니다. (로마 8,14)                               | Abba Ojcze [폴란드어 이탈리아어 스페인어]                               | 첫 중유럽 WYD 교황의 모국에서 처음 열린 WYD                                                                  |
| 1993년 | 8월 10일–15일     | 덴버, 미국                   | 500,000      | 나는 양들이 생명을 얻고 또 얻어 넘치게 하려고 왔다. (요한 10,10)                                     | (We Are) One Body [영어]                                                | 첫 북아메리카 WYD 체리크리크 공원에서 폐막미사 집전                                                          |

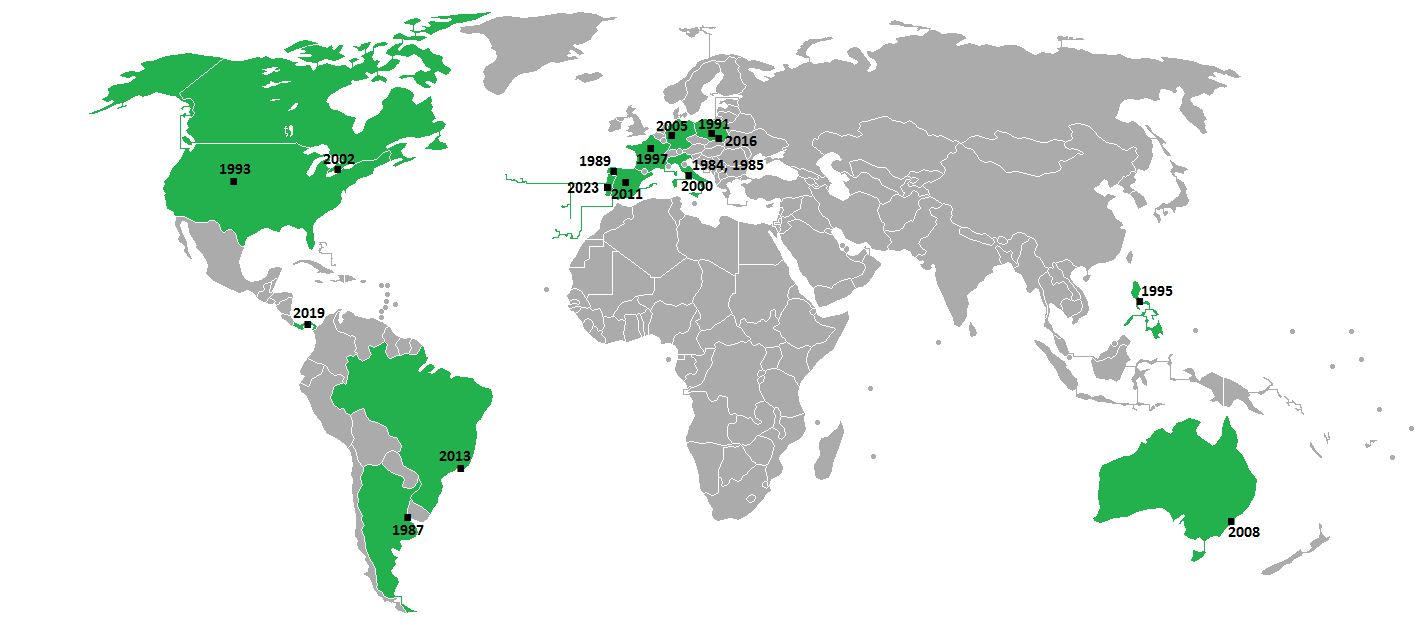
세계 청년 대회 개최국 지도 (초록색 표시)

| 1995년 | 1월 10일–15일     | 마닐라, 필리핀               | 4,000,000    | 아버지께서 나를 보내신 것처럼 나도 너희를 보낸다. (요한 20,21)                                       | Tell the World of His Love [영어]                                       | - 세계에서 가장 많은 수의 군중이 모인 집회로 기록 - 첫 아시아 WYD 루네타 공원에서 폐막미사 집전              |
| 1997년 | 8월 19일–24일     | 파리, 프랑스                 | 1,200,000    | 스승님, 어디에 묵고 계십니까? 와서 보아라. (요한 1,38-39 참조)                                       | Maître Et Seigneur [프랑스어]                                           | 롱샴 경마장에서 폐막미사 집전                                                                                |
| 2000년 | 8월 15일–20일     | 로마, 이탈리아 바티칸 시국   | 2,000,000    | 말씀이 사람이 되시어 우리 가운데 사셨다. (요한 1,14)                                                 | Emmanuel [이탈리아어 영어 프랑스어 스페인어]                            | 대희년 의식에 거행 토르베르가타에서 폐막미사 집전                                                            |
| 2002년 | 7월 23일–28일     | 토론토, 캐나다               | 800,000      | 너희는 세상의 소금이다. … 너희는 세상의 빛이다. (마태 5,13-14)                                       | Lumière Du Monde/Light Of The World [프랑스어 영어 스페인어 이탈리아어] | 교황 요한 바오로 2세가 마지막으로 참석한 WYD 다운스뷰 공원에서 폐막미사 집전                                 |
| 2005년 | 8월 16일–21일     | 쾰른, 독일                   | 1,200,000    | 우리는 그분께 경배하러 왔습니다. (마태 2,2)                                                          | Venimus Adorare Eum [독일어 라틴어 프랑스어 스페인어 영어 이탈리아어]   | 교황 요한 바오로 2세가 마지막으로 공표한 WYD 교황 베네딕토 16세가 참석한 첫 WYD 마리엔펠트에서 폐막미사 집전 |
| 2008년 | 7월 15일–20일     | 시드니, 오스트레일리아       | 400,000      | 성령께서 너희에게 내리시면 너희는 힘을 받아, 나의 증인이 될 것이다. (사도 1,8)                       | Receive The Power [영어 이탈리아어 스페인어 프랑스어]                   | 첫 오세아니아 WYD 랜드위크 경마장에서 폐막미사 집전                                                          |
| 2011년 | 8월 16일–21일     | 마드리드, 스페인             | 2,000,000    | 그리스도 예수님 안에 뿌리를 내려 자신을 굳건히 세우고 믿음 안에 튼튼히 자리를 잡으십시오. (콜로 2,7) | Firmes en la Fe [스페인어 영어 프랑스어 이탈리아어 독일어 폴란드어]     | 스페인에서 2번째로 열린 WYD 교황 베네딕토 16세가 마지막으로 공표한 WYD                                       |
| 2013년 | 7월 23일–28일     | 리우데자네이루, 브라질       | 3,700,000    | 너희는 가서 모든 민족을 제자로 삼아라. (마태 28,19)                                                  | Esperança do Amanhecer [포르투갈어]                                     | 두 번째로 열린 남아메리카 WYD 교황 프란치스코가 참석한 첫 WYD                                                |
| 2016년 | 7월 26일–7월 31일 | 크라쿠프, 폴란드             | 3,500,000    | 행복하여라, 자비로운 사람들! 그들은 자비를 입을 것이다. (마태 5,7)                                   | Błogosławieni miłosierni [폴란드어]                                     | 두 번째로 열린 폴란드 WYD 교황 요한 바오로 2세의 출신지에서 열린 첫 WYD                                      |
| 2019년 | 1월 22일–1월 27일 | 파나마시티, 파나마           | 700,000      | 보십시오, 저는 주님의 종입니다. 말씀하신 대로 저에게 이루어지기를 바랍니다. (루카 1,38)              | Hágase en mí, según tu palabra [스페인어]                               | 첫 중앙아메리카 WYD                                                                                          |
| 2023년 | 8월 1일–8월 6일   | 리스본, 포르투갈             | 1,500,000    | 마리아는 서둘러 길을 떠났다. (루카 1,39)                                                             | Há Pressa no Ar [포르투갈어]                                            | |
| 2027년 |                   | 서울, 대한민국               |              | 용기를 내어라: 내가 세상을 이겼다!(요한 16,33)                                                       |                                                                         | |

1참석자 수는 많은 지역주민을 포함해서 오직 이 행사에만 참석한 이들의 폐막 미사 참례자 수를 반영한다. 다른 기준이 없는 한, 그 숫자는 USCCB 웹사이트 보관됨 2008-09-17 - 웨이백 머신에서 인용한다.
2여기에 나열된 언어들은 성가의 주요 국제 번역으로 쓰였다. 다른 언어로 번역된 지역 버전의 성가들도 역시 작사되었다.

## 대회 일정
|      | 월                                                   | 화                                             | 수                          | 목                                        | 금                          | 토                                        | 일                                                                                                |
| ---- | ---------------------------------------------------- | ---------------------------------------------- | --------------------------- | ----------------------------------------- | --------------------------- | ----------------------------------------- | ------------------------------------------------------------------------------------------------- |
| 아침 | 교구 일정: - 개최지 교구와 근처 교구에서의 교리 교육 | 참가자들의 도착과 환영식                       | 참여한 주교들과의 교리 공부 | 참여한 주교들과의 교리 공부               | 참여한 주교들과의 교리 공부 | 철야 장소로 이동                          | 폐회식: - 참여한 주교들과의 아침 기도 - 교황의 미사 집전 - 미사가 끝난 후 교황이 다음 개최지 발표 |
| 점심 | 교구 일정: - 개최지 교구와 근처 교구에서의 교리 교육 | 개회식 - 개최지 교구 관할 성당에서의 미사 집전 | 오후 쇼, 음악, 기도, 고해   | 교황의 개최지 도착과 이를 환영하는 기도회 | 오후 쇼, 음악, 기도, 고해   | 철야 장소에서의 오후 쇼, 음악, 기도, 고해 |                                                                                                   |
| 저녁 | 교구 일정: - 개최지 교구와 근처 교구에서의 교리 교육 | 저녁 쇼, 음악, 기도, 고해                      | 저녁 쇼, 음악, 기도, 고해   | 저녁 쇼, 음악, 기도, 고해                 | 십자가의 길                 | 성체 조배                                 |                                                                                                   |

## 같이 보기
- 국제 청소년의 날